# Софиевка (Липецкая область)
Софиевка — деревня в Задонском районе Липецкой области, входит в Верхнестуденецкий сельсовет.
Расположена на ручье Студенец, на противоположном берегу от села Никольское.
Население на 1.01.2009 — 33 человека.
На картах деревня может быть обозначена как Знобиловка, из-за чего её можно перепутать с одноимённой деревней, входящей в Камышевский сельсовет того же района.

## Население
| 2009 | 2010 |
| ---- | ---- |
| 33   | ↘28  |